# Plutó (planeta nan)
Plutó (designació de planeta menor: (134340) Plutó) és el planeta nan més gros del sistema solar (2.370 km de diàmetre, 44 km més que 136199 Eris) i, després d'Eris, el segon més massiu del sistema solar, cosa que en fa el novè objecte més gros i el desè més massiu que gira directament al voltant del Sol. Plutó, el primer objecte transneptunià a ser identificat, té una òrbita al voltant del Sol que el porta a una distància d'entre 30 i 49 unitats astronòmiques i pertany al cinturó de Kuiper, del qual és el membre més gros i massiu conegut.
Després del seu descobriment per l'astrònom estatunidenc Clyde Tombaugh el 1930, Plutó fou considerat el novè planeta del sistema solar. A finals del segle xx i principis del segle xxi, es trobaren cada vegada més objectes similars en el sistema solar exterior, en particular (136199) Eris, que en aquell moment es creia que era una mica més gros i massiu que Plutó. Aquesta evolució portà la Unió Astronòmica Internacional (UAI) a redefinir el concepte de planeta. (1) Ceres, Plutó i Eris s'han classificat com a planetes nans des del 24 d'agost del 2006. La UAI decidí igualment convertir Plutó en el prototip d'una nova categoria d'objectes transneptunians. Com a conseqüència d'aquesta modificació de la nomenclatura, Plutó fou afegit a la llista d'objectes menors del sistema solar i se li atribuí el número 134340 del catàleg d'objectes menors.
Plutó es compon principalment de roques i gel de metà, però també de gel d'aigua. El seu diàmetre és aproximadament dos terços el de la Lluna.
Plutó és el cos principal del sistema plutonià. La parella que formen Plutó i el seu gran satèl·lit, Caront (1.207 km de diàmetre) es considera generalment un sistema doble, car la diferència de massa entre els dos objectes és una de les més petites de totes les parelles cos primari/satèl·lit del sistema solar (proporció de 8 a 1) i el baricentre de les seves òrbites no se situa a l'interior de cap dels dos astres.
Dos satèl·lits naturals més bastant més petits, Nix i Hidra, foren descoberts el 2005. El 20 de juliol del 2011, la NASA anuncià que el telescopi espacial Hubble havia identificat un quart satèl·lit de Plutó, que fou anomenat «Cèrber» el juliol del 2013 i mesura entre 14 i 34 km de diàmetre. El juliol del 2012 se'n descobrí un cinquè satèl·lit, que fou anomenat «Estix» i mesura entre 10 i 25 km.
La sonda espacial New Horizons, llançada el gener del 2006 per la NASA, fou la primera a explorar el sistema plutonià, el qual travessà el 14 de juliol del 2015 a una distància mínima d'11.095 km, després d'un viatge de 6.400 milions de quilòmetres. Durant el seu breu sobrevol, la New Horizons va mesurar i observar el sistema en gran detall.

## Estudi

### Predescobriments
Segons Greg Buchwald, Michel DiMario i Walter Wild, Plutó ja fou fotografiat el 1909 a l'Observatori Yerkes de la Universitat de Chicago. Es té constància de catorze predescobriments més de Plutó, incloent-hi el del 23 de gener del 1914 a l'Observatori de Heidelberg-Königstuhl.

### Descobriment

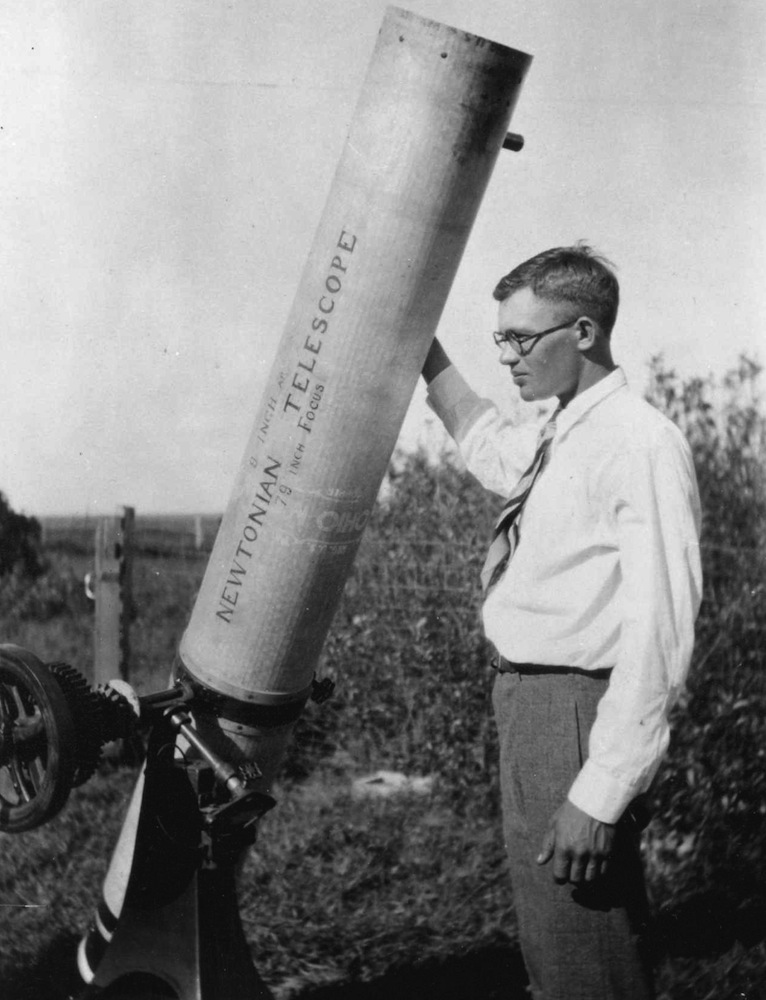
Clyde Tombaugh, descobridor de Plutó

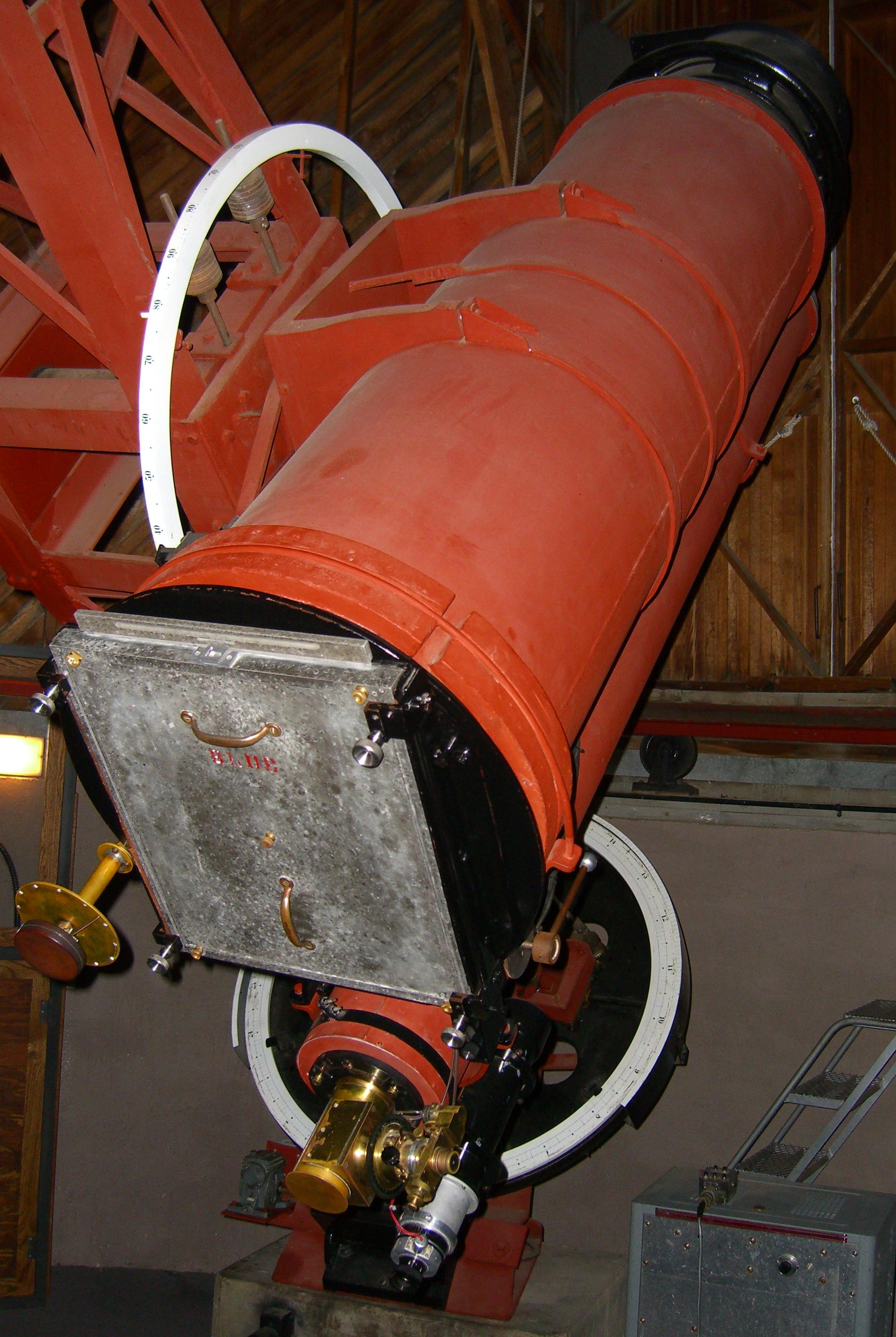
L'astrògraf de l'Observatori Lowell que serví per descobrir Plutó (en metall gris, el dispositiu fotogràfic).

Plutó fou descobert el 1930 durant la cerca d'un cos celeste que permetés explicar les pertorbacions orbitals de Neptú, hipòtesi avançada per Percival Lowell com a Planeta X.
Havent fet fortuna en els negocis, el 1894 Lowell es feu construir un observatori a més de 2.000 metres d'altitud a Arizona i emprengué la cerca d'un novè planeta més enllà de Neptú. Tenia previst seguir el mateix mètode que havia conduït al descobriment de Neptú estudiant la seva òrbita, però els instruments d'aquell temps no eren prou precisos per mesurar les anomalies orbitals de manera adequada i s'hagué de conformar amb les dades d'Urà. Calculava que el seu planeta (batejat «X») estaria situat a 47,5 ua i tindria un període de 327 anys i una massa de dues cinquenes parts la de Neptú. El 1905 llançà una primera campanya fotogràfica de tres anys, però no obtingué resultats conclusius, particularment, com es demostrà més tard, perquè aquest programa se centrava en l'eclíptica i que l'òrbita altament inclinada de Plutó el situava fora del camp de les fotografies d'aquell temps. Tanmateix, Lowell no es rendí i decidí redoblar els esforços, especialment després que li sortís un competidor: William Pickering. Aquest anuncià el 1908 la presència d'un planeta que anomenà «O», de dues masses terrestres, situat a una distància de 52 ua i amb un període de 373 anys. El 1911 Lowell adquirí un comparador de parpelleig, una màquina per a l'anàlisi de fotografies que permetia comparar imatges molt més ràpidament (es prenen dues sèries de fotografies amb uns dies de separació per detectar el moviment eventual d'un astre) i obtingué una nova sèrie de fotografies. Un nou fracàs feu que es desinteressés del Planeta X.
Lowell morí el 1916, però en el seu testament deixà prou recursos per continuar la recerca sense preocupar-se dels diners, tot i que problemes d'herència amb la seva dona acabaren reduint el pressupost de l'observatori. Tanmateix, deu anys més tard, l'observatori necessitava un nou instrument. Abott Lawrence Lowell, germà de Percival, donà 10.000 dòlars per a la construcció d'un telescopi de 13 polzades que Clyde W. Tombaugh faria servir en l'àrdua tasca que era la cartografia minuciosa del cel a la cerca del Planeta X. Tombaugh reorganitzà el seu pla de treball i procedí a tres preses en lloc de dues per tal d'augmentar la probabilitat de percebre el moviment del planeta. La tercera sèrie d'imatges es completà el 29 de gener del 1930 i seguidament s'inicià l'anàlisi de les plaques fotogràfiques. El 18 de febrer, a les 16.00, Tombaugh veié un punt de magnitud +15 que es movia d'una placa a l'altra sobre dues fotografies preses el 23 i el 29 de gener. Havent pres altres fotografies que permetessin confirmar el descobriment, l'equip de l'Observatori Lowell telegrafià la notícia al Harvard College Observatory el 13 de març del 1930. El descobriment fou anunciat el 14 de setembre del 1930 per una circular de la UAI.
Nombrosos observatoris es posaren a seguir el nou planeta per tal de determinar-ne l'òrbita amb la màxima precisió possible. Mirant imatges anteriors, Plutó fou observat retroactivament en plaques fotogràfiques que es remuntaven fins al 1909.
El planeta fou anomenat en referència al déu romà dels inferns i en honor de Percival Lowell, les inicials del qual formen les dues primeres lletres de Plutó. Les seves inicials formen un símbol de Plutó (♇). (L'altre símbol és .) El nom fou suggerit per Venetia Burney, una jove d'onze anys d'Oxford (Anglaterra). A Venetia, apassionada de la mitologia i l'astronomia, li semblà apropiat associar el nom del déu del món subterrani a aquest astre fosc i gelat. El seu avi, que treballava a la biblioteca universitària d'Oxford, en parlà a l'astrònom Herbert Hall Turner, que transmeté la idea als seus col·legues estatunidencs. El nom de Plutó s'oficialitzà el 24 de març del 1930.

### Plutó i el Planeta X

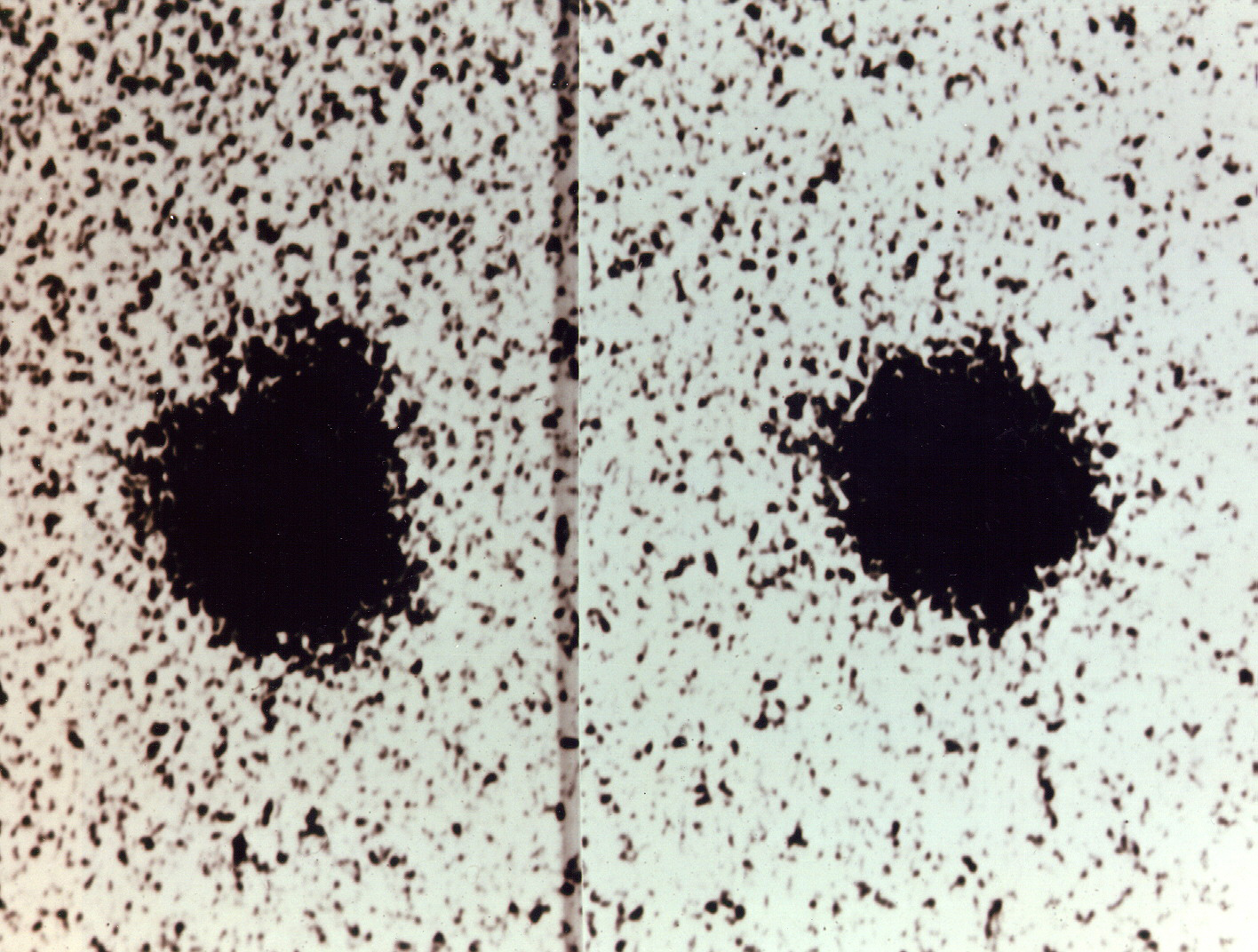
Descobriment de Caront al voltant de Plutó

Inicialment, el descobriment de Plutó estigué relacionat amb la cerca sistemàtica d'un planeta que permetés explicar les pertorbacions observades en òrbites d'Urà i Neptú, però ràpidament es posà en dubte que Plutó fos el Planeta X que buscava Lowell.
En aquell temps, Plutó es trobava tan lluny que el seu diàmetre no es podia determinar amb precisió, però la seva feble lluminositat i la manca absència de disc aparent feien pensar en un cos més aviat petit, comparable en mida als planetes tel·lúrics ja coneguts, probablement més gros que Mercuri però no més que Mart, segons el que es creia en aquell temps. Ràpidament es feu evident que Plutó no podia ser la causa de les pertorbacions en les òrbites de Neptú i Urà. Clyde Tombaugh i altres astrònoms perseveraren en de la cerca del Planeta X durant 12 anys, però només descobriren asteroides i cometes. Els astrònoms començaren a valorar la possibilitat que nombrosos cossos estiguessin en òrbita al voltant del Sol més enllà de Neptú. Sorgí el punt de vista que el sistema solar podria ser constituït per diverses zones que agrupaven els cossos celestes per famílies: planetes tel·lúrics, gegants gasosos i «objectes transneptunians». Aquesta hipòtesi fou formalitzada durant les dècades del 1940 i 1950 per Kenneth Edgeworth i Gerard Kuiper. Aquesta població d'objectes transneptunians es coneix actualment amb el nom de «cinturó de Kuiper».

### Planeta nan
El descobriment de més d'un miler d'objectes transneptunians en l'última dècada del segle xx, incloent-n'hi alguns de mida similar a la de Plutó, posà en dubte la seva condició de planeta. Entre ells es descobrí un gran nombre de cossos amb un període de revolució igual al de Plutó que, com aquest astre, es troben en una ressonància 2:3 amb Neptú.
Alguns científics proposaren reclassificar Plutó com a planeta menor o objecte transneptunià. Altres investigadors, com ara Brian Marsden, del Minor Planet Center, preferien atribuir-li ambdues categories amb motiu de la importància històrica del seu descobriment. Marsden anuncià el 3 de febrer del 1999 que Plutó seria classificat com a 10.000è objecte d'un catàleg que recollia precisament 10.000 planetes menors. Aquest número rodó li fou atribuït per celebrar la fita de 10.000 objectes d'aquest tipus. La Unió Astronòmica Internacional (UAI), organisme coordinador de l'astronomia a escala internacional i responsable de la denominació dels cossos celestes i la seva categorització, recordà que era l'única que tenia la potestat de decidir la classificació de Plutó.
Històricament, els quatre primers asteroides descoberts del 1801 al 1807 —(1) Ceres, (2) Pal·les, (3) Juno i (4) Vesta— també foren considerats planetes durant diverses dècades (en aquell temps, les seves dimensions encara no es coneixien amb precisió). Alguns textos astronòmics de principis del segle xix parlen d'onze planetes (incloent-hi Urà i els quatre primers asteroides). El cinquè asteroide —(5) Astrea— fou detectat el 1845, poc abans del descobriment de Neptú, seguit d'altres en els anys següents. A la dècada del 1850, es deixà de considerar que aquests objectes cada vegada més nombrosos eren planetes i es començà a denominar-los «asteroides» o «planetes menors».
El descobriment el 2005 de (136199) Eris, de diàmetre comparable i massa lleugerament superior a la de Plutó, contribuí a rellançar el debat. El 2006, el diàmetre d'Eris, inicialment estimat en 3.600 km (força més gros que Plutó), encara era del mateix ordre de magnitud que el de Plutó tot i haver sigut revisat a la baixa (2.400 km ± 100 km). Segons un estudi publicat a Science el 14 de juny del 2007, la seva massa superaria la de Plutó en un 27%. En el mateix període es descobriren molts altres cossos, com ara (136472) Makemake, (90482) Orc o Sedna, anunciats regularment com a desè planeta del sistema solar.
La classificació en nou planetes semblava cada vegada més insostenible. En el seu XXVI Congrés, celebrat a la República Txeca el 24 d'agost del 2006, després d'una setmana de debats la UAI decidí completar la definició de «planeta» amb el requisit que un planeta havia d'haver eliminat tots els objectes de mida comparable del seu veïnat. Aquest no era el cas de Plutó, que comparteix el seu espai amb altres objectes transneptunians i, per tant, fou reclassificat com a planeta nan. El Minor Planet Center li atribuí el número d'objecte menor 134340 el 7 de setembre del 2006.
Tanmateix, després del vot es llançà una petició que reuní en cinc dies les signatures de més de 300 planetòlegs i astrònoms majoritàriament estatunidencs (Plutó havia sigut el primer planeta descobert per un estatunidenc) per posar en dubte la validesa científica de la nova definició de «planeta» que degradava Plutó, així com la manera com s'havia adoptat, i convidar a engegar una reflexió sobre una definició més apropiada. Catherine Cesarsky, presidenta de la UAI, tancà el debat decidint que l'assemblea de la UAI d'agost del 2009 no revisaria la definició de «planeta».
El 18 de setembre del 2014, el Harvard-Smithsonian Center for Astrophysics organitzà un debat amb tres experts que sostenien tres punts de vista de la definició d'un planeta: la històrica, la definició elegida per la UAI i el punt de vista dels cercadors d'exoplanetes. Aquest últim, presentat per Dimitr Sàsselov, president de la Harvard Origins of Life Initiative, aconseguí el suport dels experts, per als quals Plutó seria, doncs, un planeta.

### Plutins i plutoides

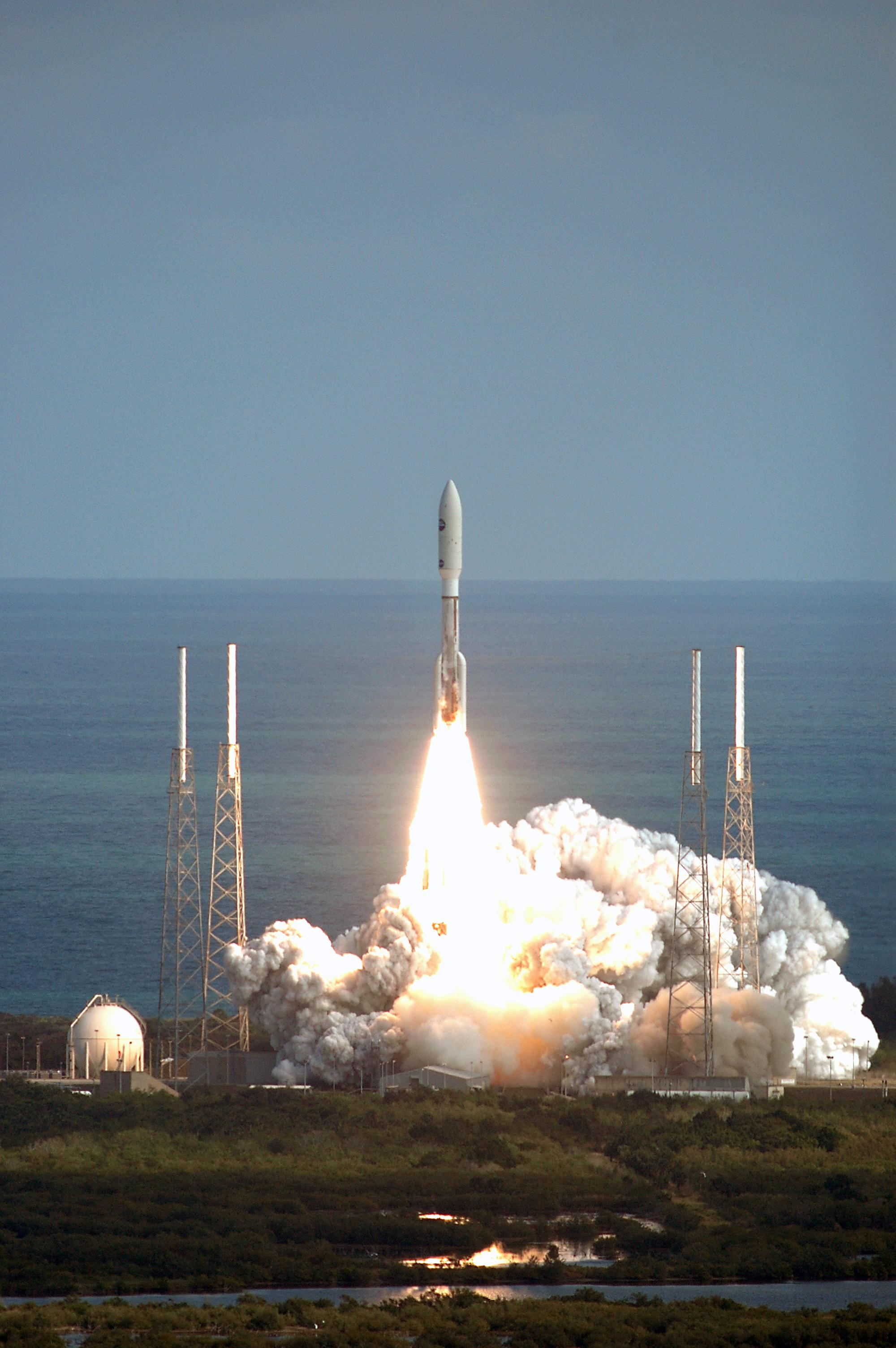
Llançament de la sonda New Horizons en un coet Atlas V

A febrer del 2006 es coneixien aproximadament cent cinquanta objectes que, igual que Plutó, orbiten en una ressonància 2:3 amb Neptú, cosa que tendeix a mostrar que Plutó és el representant més gros d'una immensa família de cossos més o menys massius. Els astrònoms David Jewitt i Jane Luu proposen anomenar-los «plutins».
La UAI creà la nova subcategoria dels plutoides per als planetes nans que passen la major part del seu trajecte orbital a l'exterior de l'òrbita de Neptú —grup del qual Plutó forma part.

### Observacions del telescopi espacialHubble
El telescopi espacial Hubble aconseguí les imatges més detallades de la superfície de Plutó abans de l'arribada de la New Horizons.

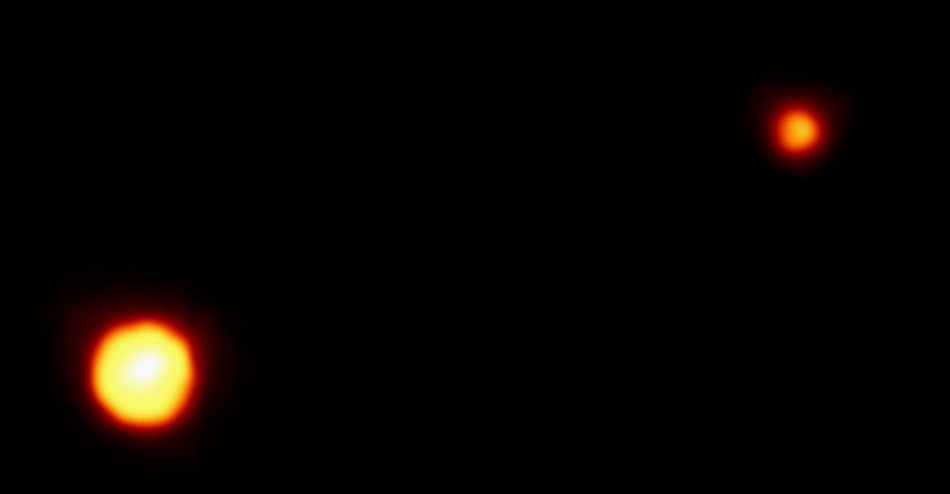
Imatge presa pel Hubble el 1994
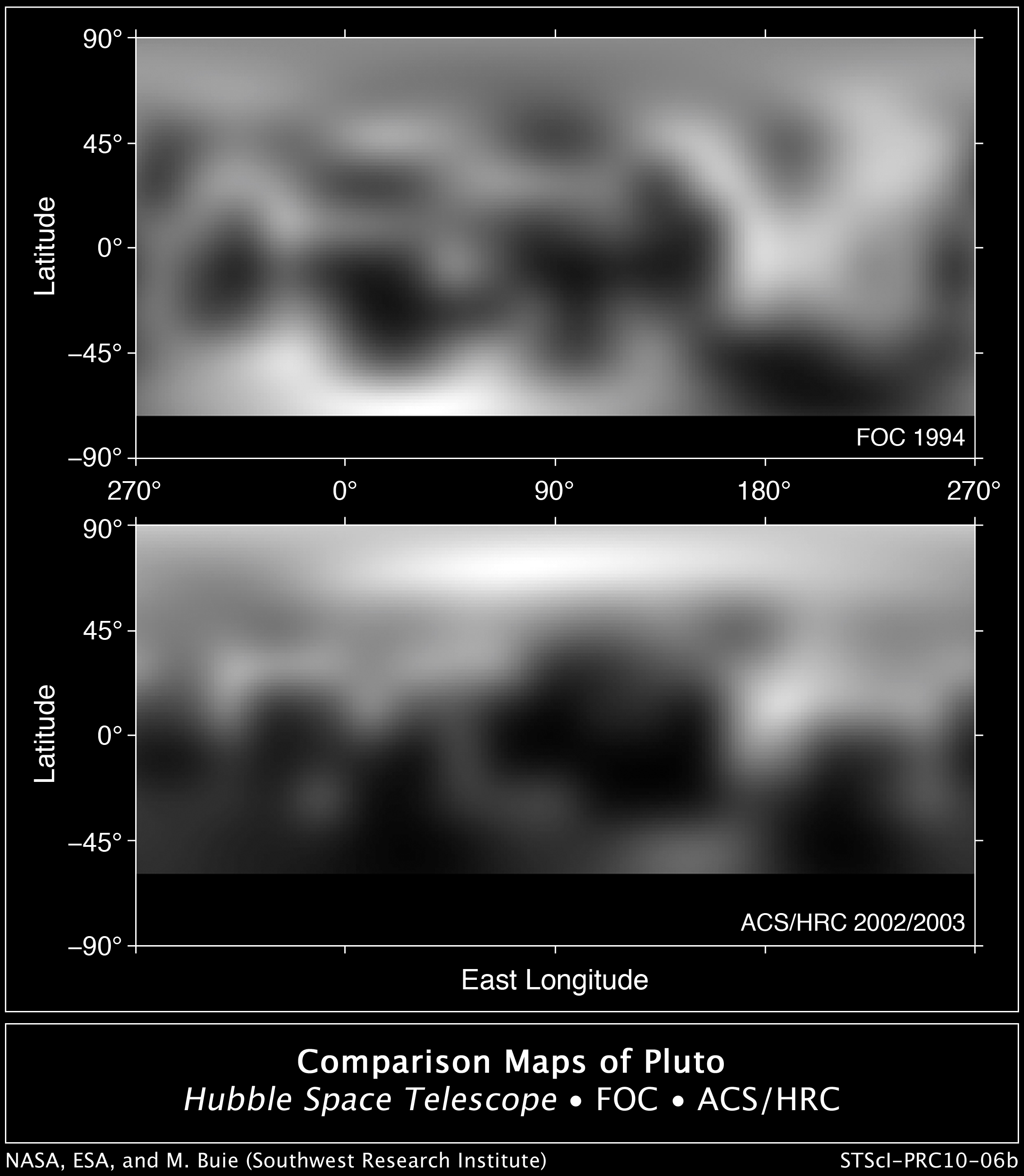
Superfície de Plutó mapada el 1994 a partir de les observacions de la Faint Object Camera (a dalt) i entre el 2002 i el 2003 per l'Advanced Camera for Surveys (a baix), ambdues instruments del telescopi espacial Hubble
Mapa reconstituït de Plutó en color, generat per ordinador a partir del que s'havia deduït de les imatges aportades pel Hubble[50] i entre les resolucions més altes possibles amb la tecnologia del 2010. Es poden visualitzar més fotografies de tota la superfície aquí.

### Exploració
Plutó és un objectiu difícil per a l'exploració espacial a causa de la gran distància que el separa de la Terra, la gran inclinació de la seva òrbita (17 °) sobre l'eclíptica i la seva massa tan petita.
La sonda Voyager 1 hauria pogut arribar-hi, però els científics preferiren explorar Tità (el satèl·lit més gros de la multitud que gira al voltant de Saturn), cosa que feu que la seva trajectòria fos incompatible amb un sobrevol de Plutó. La Voyager 2 no podia dirigir-s'hi perquè la trajectòria teòrica de la sonda per arribar a Plutó hauria requerit travessar el planeta Neptú.

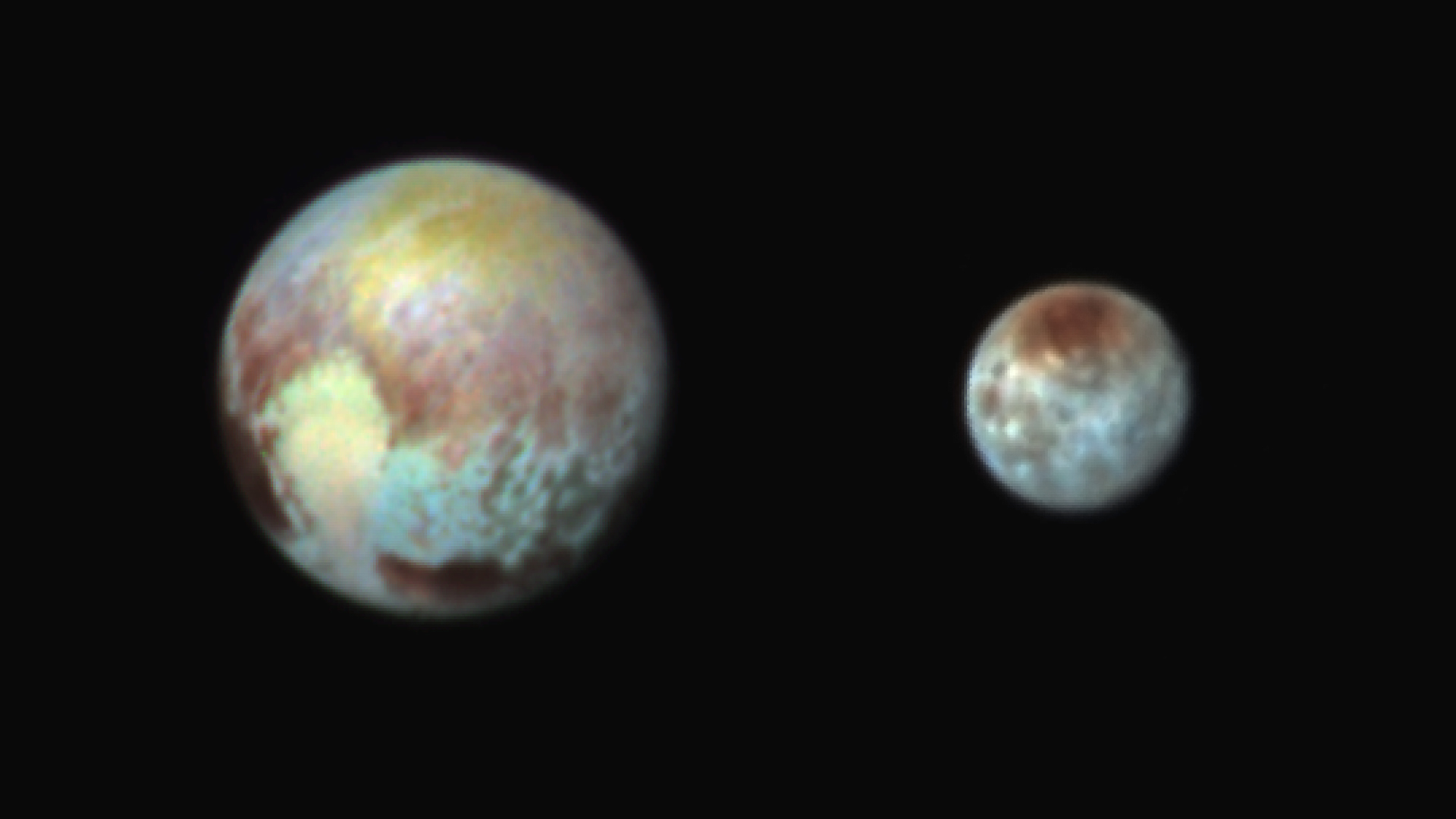
Imatge presa per la New Horizons de Plutó i el seu gran satèl·lit Caront en color real però accentuat per a mostrar les diferències de la superfície d'ambdós cossos celestes

El 1991, la NASA estudià un projecte de sonda a Plutó, que acabaria sent revisat a la baixa el 1992 i abandonat el 1994. Un nou projecte russoestatunidenc, la missió Pluto Kuiper Express, arrancà el 1995. El seu objectiu hauria sigut el sobrevol de la parella Plutó/Caront cap al 2012 i d'almenys un objecte del cinturó de Kuiper. La NASA l'anul·là el 2000 per motius pressupostaris. Finalment fou substituïda per una missió similar, la New Horizons. Llançada el 19 de gener del 2006, fou la primera sonda espacial a visitar Plutó, havent aprofitat una assistència gravitatòria de Júpiter el febrer del 2007 per arribar a la seva màxima aproximació al planeta nan el 14 de juliol del 2015, després d'un viatge de 6.400 milions de quilòmetres. Les observacions començaren aproximadament cinc mesos abans de la màxima aproximació i s'espera que continuïn durant un mes. Tanmateix, el sobrevol fou tan ràpid que només es pogué fotografiar un hemisferi a la resolució més alta. La sonda espacial porta instruments d'imatgeria i espectrometria i altres aparells de mesura per tal de determinar les característiques geològiques i morfològiques de Plutó i el seu satèl·lit Caront, però també cartografiar els elements que componen la seva superfície i estudiar l'atmosfera de Plutó (composició i taxa de pèrdua). La missió inclou igualment un sobrevol dels objectes del cinturó de Kuiper fins al 2025.

## Òrbita
Generalment, Plutó es troba més lluny del Sol que qualsevol planeta, però la seva òrbita és molt excèntrica, i durant 20 dels 248 anys que tarda a recórrer-la, és més a prop del Sol que Neptú. Va passar pel periheli, la màxima aproximació al Sol, per darrera vegada, el setembre del 1989 i va continuar a l'interior del cercle de l'òrbita de Neptú fins al mes de març del 1999. Ara se n'allunya i no tornarà a travessar l'òrbita neptuniana fins al mes de setembre del 2226.
L'òrbita de Plutó presenta una inclinació de 17° en relació al pla sobre el qual orbiten els planetes. És per això que no hi ha perill que es trobi amb Neptú. A més, a causa d'una ressonància entre les òrbites, cada dues voltes de Plutó, Neptú en fa tres; per tant, quan Plutó és en el punt de la seva òrbita més proper a la de Neptú, Neptú és sempre molt allunyat, de tal manera que la distància mínima entre aquests dos cossos és superior a la distància mínima que separa Urà de Plutó en algunes ocasions, tot i que l'òrbita d'Urà és més interior que la de Neptú.

## Característiques físiques
La composició de Plutó no és coneguda. Tanmateix, mesures de la seva densitat (2.030 kg/m³) indiquen que és format per un 70% de roca i un 30% de gel. És probable que la superfície estigui coberta de nitrogen congelat, amb petites quantitats de metà i monòxid de carboni, també congelats; i a l'interior deu tenir un nucli de roca.
Plutó té una fina atmosfera, formada per nitrogen, metà i monòxid de carboni, que es congela i cau sobre la superfície a mesura que el planeta nan s'allunya del Sol. El metà congelat indica que la temperatura a la superfície és menor de 70 K: deu estar al voltant dels 50 K (–223 °C), encara que, quan és més lluny del Sol arriba a menys de 40 K (–233 °C). Per tant, la temperatura pot variar molt entre l'afeli i el periheli, ja que la distància entre aquests dos punts és de més de 2.500 milions de quilòmetres.

### Geografia

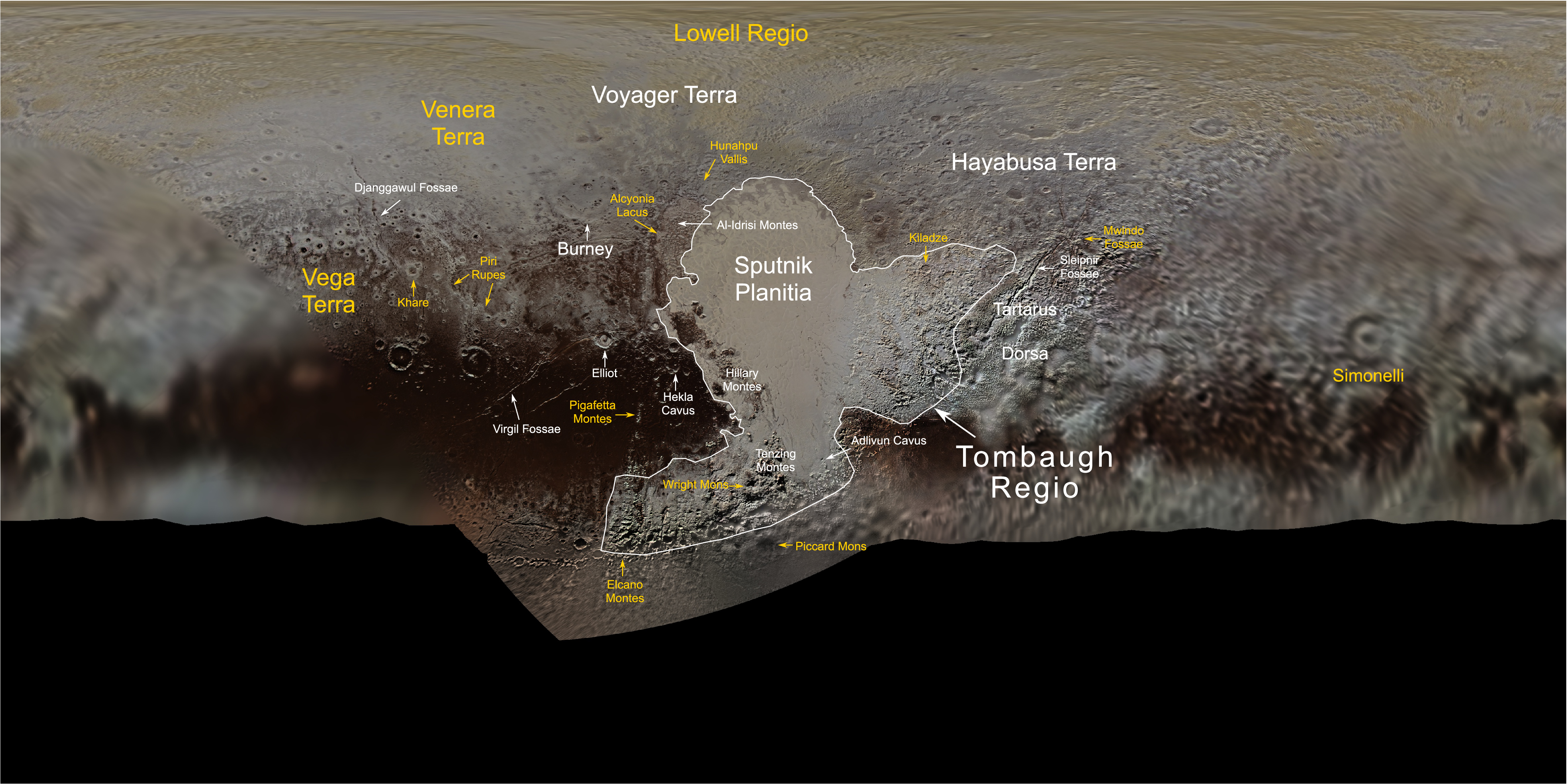
Noms d'accidents geogràfics plutonians. Només apareixen els aprovats per la UAI.

Plutó té accidents geogràfics notables, com ara Tombaugh Regio, una regió clara amb una silueta que recorda un cor. El lòbul occidental s'anomena Sputnik Planitia, i està fet sobretot de nitrogen sòlid, juntament amb altres gels. Al costat esquerre es troba Ctulhu Macula o «La Balena», una zona fosca, i, encara més enllà, els «Brass Knuckles», una sèrie de taques fosques en fila. També hi ha diverses muntanyes, com Piccard Mons i Wright Mons, possiblement d'origen criovolcànic. Molts dels noms no estan reconeguts per la UAI.

## Formació
Abans del descobriment de Caront, alguns astrònoms tenien la teoria que Plutó podria haver estat un antic satèl·lit del planeta Neptú. Suposaven que, durant la formació del sistema solar, amb la quantitat de xocs que hi havia, era probable que hagués estat llançat violentament a una òrbita diferent. Avui dia, es postula que Plutó i els seus satèl·lits es van formar com a cossos independents a la perifèria de la nebulosa primigènia que va originar el sistema solar, conjuntament amb la resta d'objectes del cinturó de Kuiper.

## Satèl·lits
Se'n coneixen cinc satèl·lits naturals: Caront (el més gros), Nix, Hidra, Cèrber i Estix.
Caront (Plutó I) té 603 km de radi (9,5% del radi de la Terra) i orbita a una distància mitjana del planeta de 19.600 quilòmetres. Fou descobert el 1978. Amb el temps, la gravetat ha frenat les rotacions de Caront i Plutó, de tal manera que ara presenten sempre la mateixa cara l'un a l'altre. Aquest fenomen s'anomena rotació síncrona i passa també entre la Terra i la Lluna. Tanmateix, a diferència del que passa en el sistema Terra-Lluna, en el sistema plutonià aquest lligam gravitacional s'estén també a Plutó, de manera que, mirant des d'un dels hemisferis de Plutó, Caront és sempre visible en el cel però, des de l'hemisferi oposat, Caront no és mai visible. Aquesta mena de rotació és única en el sistema solar. La seva rotació recorda la d'un sòlid rígid, com si els dos cossos estiguessin units per una barra rígida i giressin al voltant d'un centre situat en la barra, més pròxim a Plutó, ja que té vuit vegades més massa que Caront. Se sol dir que constituïxen un planeta doble.
La densitat de Caront és molt menor que la de Plutó. Aquesta diferència fa pensar que es van formar separadament i després es van ajuntar.
El 31 d'octubre del 2005, el telescopi espacial Hubble va detectar que dos cossos més orbiten al voltant de Plutó. El 22 de juny del 2006, les llunes reberen els noms definitius de Nix (Plutó II, designació provisional S/2005 P2) i Hidra (Plutó III, designació provisional S/2005 P1), escollits, en part, per les inicials (ena i hac) de la missió New Horizons.
Nix, amb un radi de 28 km, orbita a 48.700 km del centre de masses del sistema Plutó-Caront i Hidra, un cos el·líptic d'uns 29 km de radi, a 64.800 km. Les òrbites són gairebé circulars i es troben en el mateix pla orbital que Caront i gairebé en ressonàncies orbitals 4:1 i 6:1, respectivament, amb Caront.
El 28 de juny del 2011, el mateix telescopi va detectar un altre satèl·lit, de nom provisional S/2011 P1, que va ser anunciat el 20 de juliol del mateix any, i que es va anomenar oficialment Cèrber. Té un radi d'uns 15 km i orbita Plutó a 59.000 km de distància en la regió entre Nix i Hidra.
El S/2012 P 1, cinquè satèl·lit descobert també pel telescopi espacial Hubble, la troballa del qual va ser anunciada el dia 11 de juliol del 2012, orbita a 42.000 km. Aquest satèl·lit, anomenat informalment P5, rebé finalment el nom definitiu d'Estix i és massa petit per determinar-ne la seva mida i reflectivitat.